# Leichtathletik-Weltmeisterschaften 2009/Teilnehmer (Albanien)
| Gelbes Symbol für Goldmedaillen mit stilisierten Olympischen Ringen | Graues Symbol für Silbermedaillen mit stilisierten Olympischen Ringen | Braundes Symbol für Bronzemedaillen mit stilisierten Olympischen Ringen |
| ------------------------------------------------------------------- | --------------------------------------------------------------------- | ----------------------------------------------------------------------- |
| —                                                                   | —                                                                     | —                                                                       |

Der albanische Leichtathletik-Verband stellte einen Athleten bei den Leichtathletik-Weltmeisterschaften 2009 in Berlin.

## Ergebnisse

### Männer

#### Sprung/Wurf
| Athlet         | Disziplin   | Qualifikation | Qualifikation | Finale             | Finale             |
| Athlet         | Disziplin   | Weite/Höhe    | Platz         | Weite/Höhe         | Platz              |
| -------------- | ----------- | ------------- | ------------- | ------------------ | ------------------ |
| Adriatik Hoxha | Kugelstoßen | 15,89 m       | 34            | nicht qualifiziert | nicht qualifiziert |